# Cassida vittata
Cassida vittata is een keversoort uit de familie bladkevers (Chrysomelidae). De wetenschappelijke naam van de soort werd in 1789 gepubliceerd door Villers.